# Système anti-balistique A-135

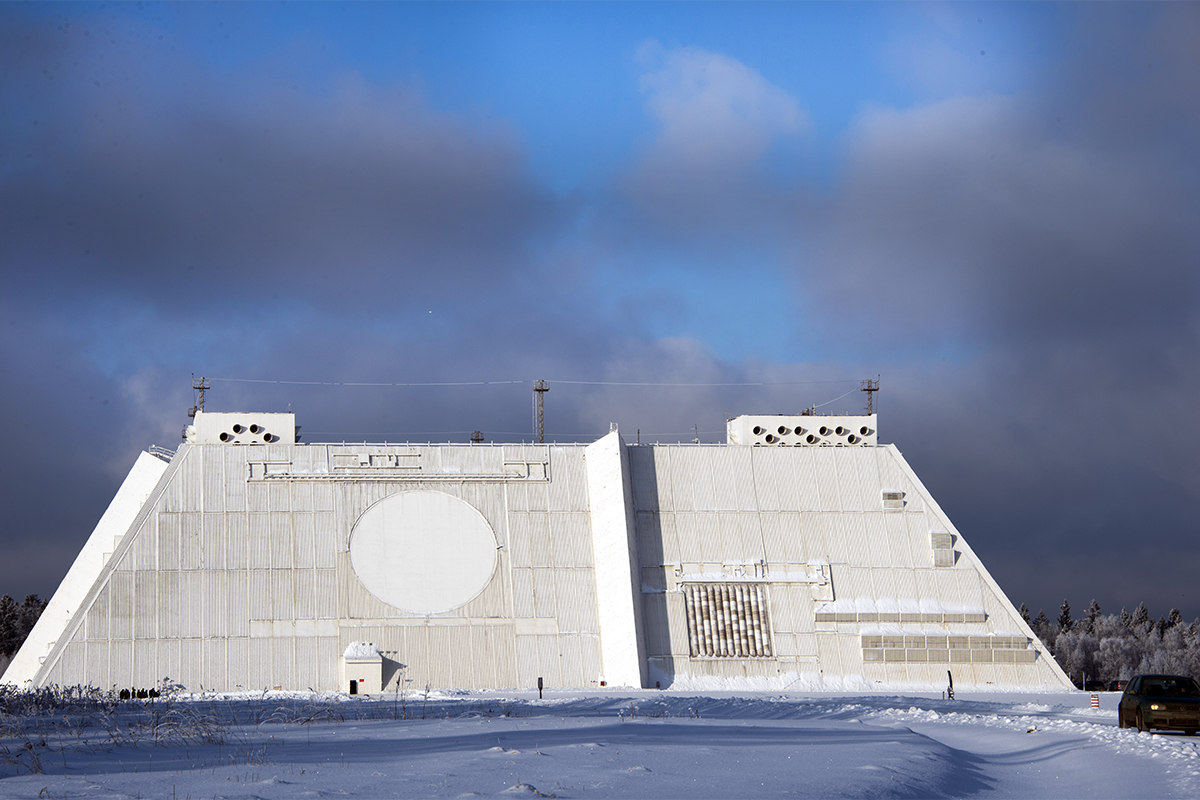
Radar Don-2N sous la neige

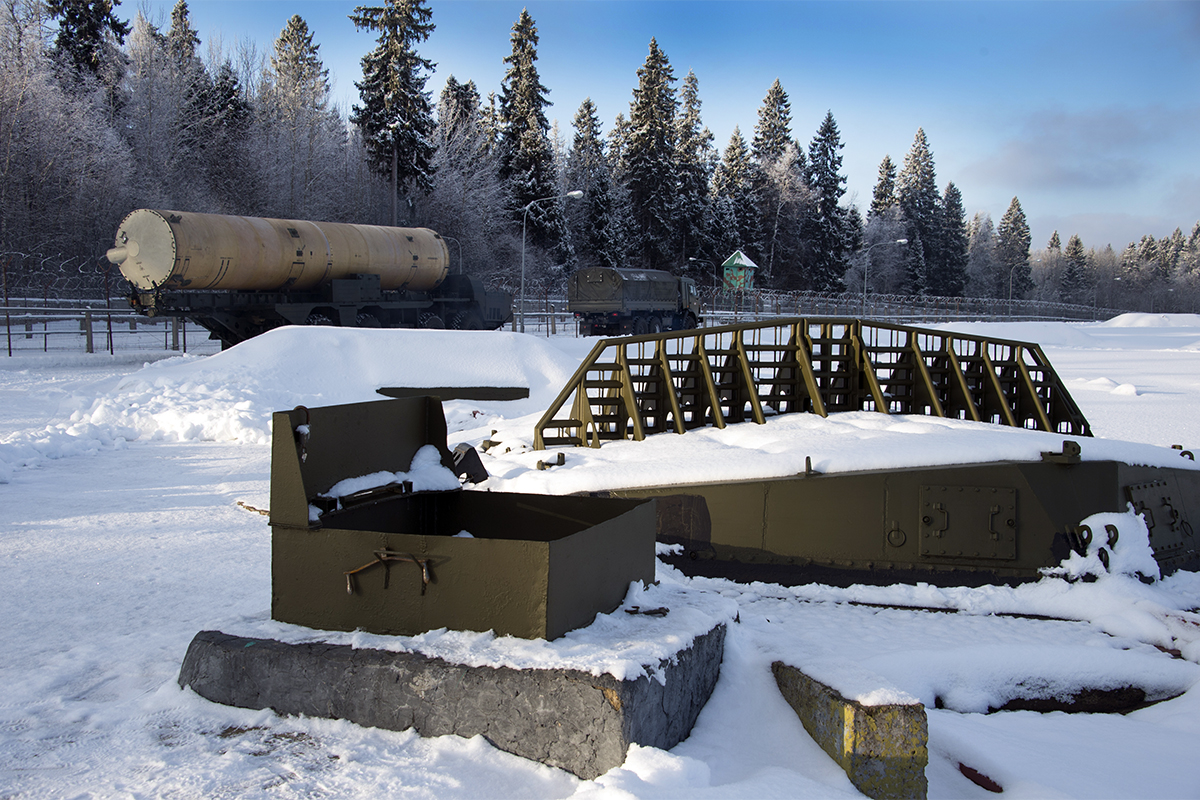
Silo de missiles ABM sous la neige, transporteur pour missile 53T6 en arrière-plan

Le système anti-balistique A-135 (OTAN : ABM-3 Gorgon) est un complexe militaire russe déployé autour de Moscou pour contrer les missiles ennemis ciblant la ville ou ses environs. Il est devenu opérationnel en 1995. Il succède à l’ancien A-35 et est conforme au Traité de 1972 sur les missiles anti-balistiques.
Le système A-135 a atteint le statut «alerte» (opérationnel) le 17 février 1995. Il est toujours opérationnel bien que son composant 51T6 (code OTAN : SH-11) ait été désactivé en février 2007. 
Il existe une version de test opérationnelle du système sur le site d'essai de Sary Shagan, au Kazakhstan.
Le système est exploité par la 9e division de défense antimissile, qui fait partie du commandement de défense aérienne des Forces spatiales de la fédération de Russie,. Le Centre principal d'alerte d'attaque par missile coordonne la défense antimissile russe.

## A-135
Le A-135 comprend le radar de gestion de combat Don-2N et deux types de missiles ABM. Il tire ses données du système d’alerte rapide de la Russie, qui sont envoyées au centre de commandement, qui transmet ensuite les données de suivi au radar Don-2N.
Le système est composé :
- Du radar Don-2N (code OTAN : «Pill Box») est un radar à commande de phase avec une couverture à 360 ° [4],[5]. Des essais ont été effectués sur le prototype Don-2NP à Sary Shagan en 2007 pour améliorer son logiciel[5],[6].

- De 68 lanceurs de missiles d'interception à courte portée de type 53T6 (code OTAN : SH-08 'Gazelle')  sur cinq sites de lancement équipés chacun de 12 ou 16 missiles. Conçus par NPO Novator et similaires au missile américain Sprint, ils sont testées environ une fois par an sur le site de test de Sary Shagan[7].

| Lieu      | Coordonnées                        | Nombre , | Détails                          |
| --------- | ---------------------------------- | -------- | -------------------------------- |
| Sofrino   | 56° 10′ 51,97″ N, 37° 47′ 16,81″ E | 12       | Co-localisé avec le radar Don-2N |
| Lytkarino | 55° 34′ 39,04″ N, 37° 46′ 17,67″ E | 16       |                                  |
| Korolev   | 55° 52′ 41,09″ N, 37° 53′ 36,5″ E  | 12       |                                  |
| Skhodnya  | 55° 54′ 04,11″ N, 37° 18′ 28,3″ E  | 16       |                                  |
| Vnukovo   | 55° 37′ 32,45″ N, 37° 23′ 22,41″ E | 12       |                                  |

- Actuellement désactivés, 16 lanceurs de missiles d'interception à courte portée de type 51T6 (code OTAN : SH-11 'Gorgon') sur deux sites de lancement avec huit missiles chacun[3].

| Location          | Coordinates                        | Number , | Details                                 |
| ----------------- | ---------------------------------- | -------- | --------------------------------------- |
| Sergiyev Posad-15 | 56° 14′ 33,01″ N, 38° 34′ 27,29″ E | 8        | Site aussi utilisé pour le système A-35 |
| Naro-Fominsk-10   | 55° 21′ 01,16″ N, 36° 28′ 59,6″ E  | 8        | Site aussi utilisé pour le système A-35 |

Une note de service des archives de Vitali Leonidovich Kataev, écrite vers 1985, prévoyait que le système serait achevé en 1987 pour assurer une protection contre une frappe de 1 à 2 ICBM modernes et de 35 missiles à moyenne portée de type Pershing 2.

## Système d'alerte rapide russe
Le système d'alerte rapide élargi comprend:
- Deux radars d'avertissement bistatiques à réseau phasé de type Daryal (code OTAN : 'Pechora'), déployés sur les stations radars de Pechora et de Qabala (fermés en 2012, en Azerbaïdjan).
- Radar Dnepr (NATO: Hen House) à Mishelevka (Irkoutsk), Olenegorsk, Balkhash, Sary Shagan, Kazakhstan.
- Radar Voronezh
- Satellites US-KMO, US-K et EKS
- Services de commandement, de contrôle, de communication et de renseignement.

## Successeur
Le système successeur, baptisé «Samolet-M» (et plus récemment A-235), utilisera une nouvelle variante conventionnelle du missile 53T6 à déployer dans les anciens silos 51T6,,. Le nouveau PRS-1M est une variante modernisée du PRS-1 (53T6) et peut utiliser des ogives nucléaires ou conventionnelles. Il peut atteindre des cibles à des distances de 350 km et des altitudes de 50 km.